# La Colonia San Juanito
La Colonia San Juanito är en ort i Mexiko.   Den ligger i kommunen Yahualica de González Gallo och delstaten Jalisco, i den centrala delen av landet, 400 km väster om huvudstaden Mexico City. La Colonia San Juanito ligger 1 831 meter över havet och antalet invånare är 103.
Terrängen runt La Colonia San Juanito är kuperad åt nordost, men åt sydväst är den platt. Terrängen runt La Colonia San Juanito sluttar österut. Runt La Colonia San Juanito är det ganska glesbefolkat, med 47 invånare per kvadratkilometer. Närmaste större samhälle är Yahualica de González Gallo, 2,5 km sydost om La Colonia San Juanito. I omgivningarna runt La Colonia San Juanito växer huvudsakligen savannskog.